# À Éragny, dans mon pré, soleil couchant
À Eragny, dans mon pré, soleil couchant (selon le catalogue Wildenstein)
ou Soleil levant à Eragny (selon la base Joconde) est un tableau réalisé en 1894 par le peintre français Camille Pissarro.

## Description
Cette peinture à l'huile sur toile représente les champs à côté de la maison du peintre à Éragny-sur-Epte, dans lesquels deux femmes travaillent, avec les toits de Bazincourt-sur-Epte tout au fond.
La signature C. Pissaro et la date 1894 sont placées en bas à droite.

### Pertinence du titre
Comme il s'agit d'un travail de champs, et que Bazincourt est situé à l'ouest d'Eragny, la dénomination du catalogue Wildenstein (soleil couchant) est plus plausible que celle de la base Joconde (soleil levant).

## Histoire
Le tableau a fait partie de la vente Eugène Blot à Drouot les 9 et 10 mai 1900 où il a été acheté par Paul Durand-Ruel pour le compte d'Olivier Senn pour la somme de 2250 francs. Il fait ensuite partie de la donation Senn de 2004, au musée d'Art moderne André-Malraux où il est conservé.

## Détails du tableau

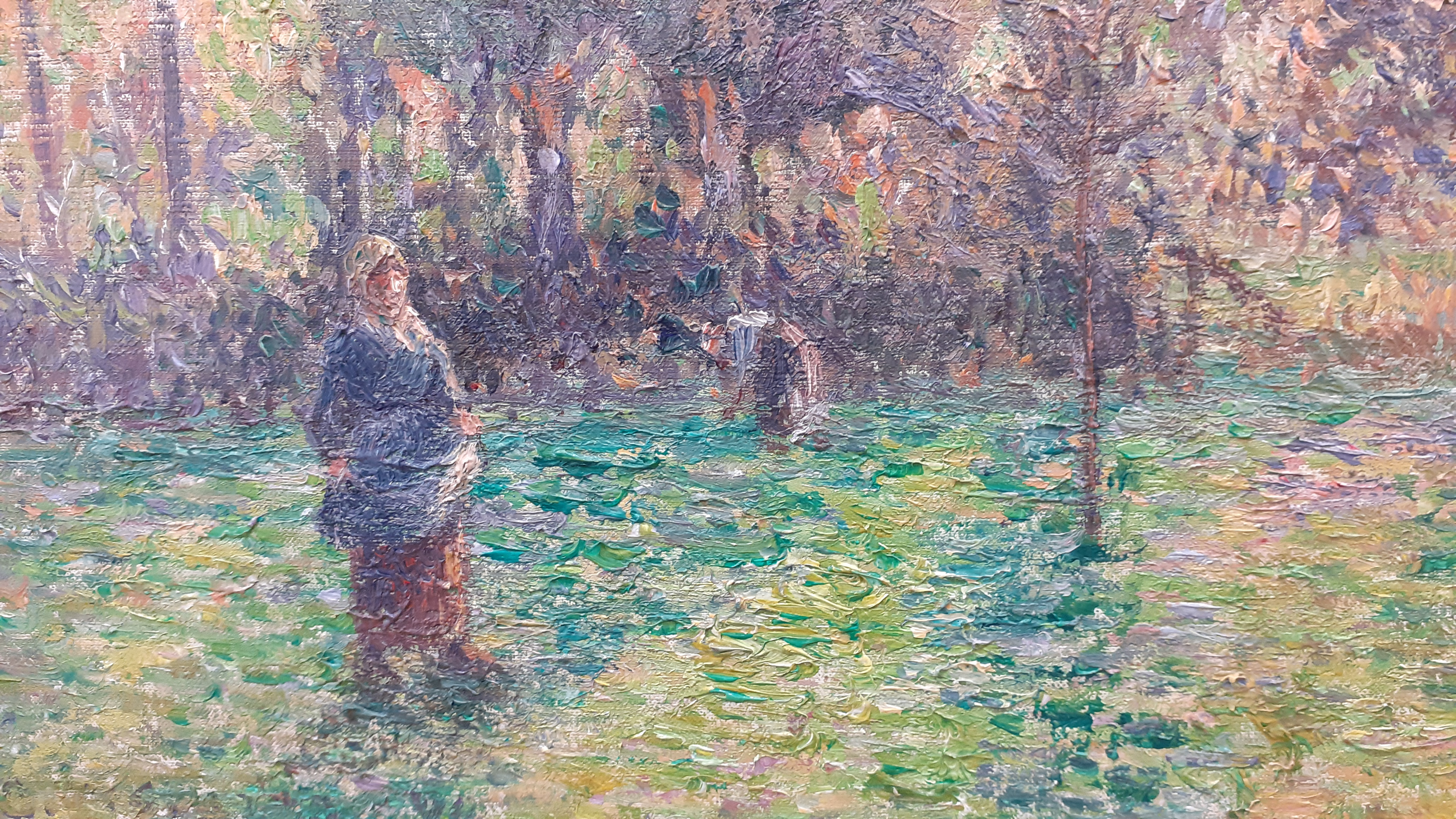
Deux femmes travaillant dans les champs.